# ГЕС Шитан
ГЕС Шітанг (石塘水电站) — гідроелектростанція на сході Китаю у провінції Чжецзян. Знаходячись після ГЕС Jǐnshuǐtān, становить нижній ступінь каскаду на річці Daxi, лівій твірній Oujiang (впадає до Східнокитайського моря біля міста Веньчжоу). 
В межах проекту річку перекрили бетонною гравітаційною греблею висотою 39 метрів та довжиною 253 метра. Вона утримує водосховище з об’ємом 83 млн м3 та припустимим коливанням рівня поверхні у операційному режимі між позначками 101,1 та 102,5 метра НРМ (під час повені до 103,8 метра НРМ). 
Інтегрований у греблю машинний зал обладнали трьома турбінами загальною потужністю 78 МВт, а в 2004-му станцію модернізували до показника у 85,8 МВт. За рік гідроагрегати забезпечують виробництво 189 млн кВт-год електроенергії на рік.
Спорудження комплексу потребувало використання 276 тис м3 бетону та виїмки 0,4 млн м3 породи.